# Humphreys (Familienname)
Humphreys ist ein englischer Familienname.

## Namensträger
- Alastair Humphreys (* 1976), britischer Abenteurer, Autor und Radfahrer
- Alf Humphreys (1953–2018), kanadischer Schauspieler
- Andrew Humphreys (Politiker) (1821–1904), US-amerikanischer Politiker
- Andrew A. Humphreys (Andrew Atkinson Humphreys; 1810–1883), US-amerikanischer General
- Bashir Humphreys (* 2003), englisch-ugandischer Fußballspieler
- Ben Humphreys (* 1934), australischer Politiker
- Benjamin G. Humphreys (1808–1882), US-amerikanischer Politiker und General im konföderierten Heer
- Benjamin G. Humphreys II (1865–1923), US-amerikanischer Politiker
- Bob Humphreys (1936–2022), US-amerikanischer Leichtathlet
- Charles Humphreys (1714–1786), US-amerikanischer Politiker
- Christine Humphreys, Baroness Humphreys (* 1947), britische Politikerin der Liberal Democrats
- Christmas Humphreys (1901–1983), englischer Rechtsanwalt, Richter, Theosoph, Autor und Buddhist
- Colin Humphreys (* 1941), britischer Physiker und Hochschullehrer
- Corinne Humphreys (* 1991), britische Leichtathletin
- Curtis J. Humphreys (1898–1986), US-amerikanischer Physiker
- David Humphreys (Offizier) (1752–1818), US-amerikanischer Diplomat, Unternehmer und Literat, Vertrauter George Washingtons
- David Humphreys (Radsportler) (1936–2021), australischer Radsportler
- David Humphreys (Rugbyspieler) (* 1971), irischer Rugbyspieler
- Edward Wingfield Humphreys (1841–1892), neuseeländischer Politiker
- Emyr Humphreys (1919–2020), walisischer Schriftsteller
- Francis Humphreys (1891–1961), irischer Politiker (Fianna Fáil)
- Frederick Humphreys (Mediziner) (1816–1900), US-amerikanischer Homöopath
- Frederick Humphreys (Tauzieher) (1878–1954), britischer Tauzieher
- Gerry Humphreys (Tontechniker) (1931–2006), walisischer Tontechniker
- Gerry Humphreys (Fußballspieler) (* 1946), walisischer Fußballspieler
- George Humphreys, britischer Opernsänger
- Heather Humphreys (* 1963), irische Politikerin
- Henry Noel Humphreys (1810–1879), englischer Schriftsteller, Zeichner und Numismatiker
- Ian Humphreys (* 1982), nordirischer Rugbyspieler
- James Humphreys (Leichtathlet) (* 1927), australischer Leichtathlet
- James E. Humphreys (1939–2020), US-amerikanischer Mathematiker
- Jarvis Humphreys (* 2000), dominicanischer Fußballspieler
- John Humphreys (Spezialeffektkünstler) (* 1955), US-amerikanischer Spezialeffektkünstler
- John Barnett Humphreys (1787–1858), britisch-deutscher Ingenieur und Schiffbauer
- John Leslie Humphreys, eigentlicher Name von Les Humphries (1940–2007), britischer Popmusiker
- John Lisseter Humphreys (1881–1929), britischer Kolonialgouverneur
- Jonathan Humphreys (* 1969), walisischer Rugby-Union-Spieler
- Kevin Humphreys (* 1958), irischer Politiker (Irish Labour Party)
- Kirk Humphreys (* 1950), US-amerikanischer Politiker
- Mabel Gweneth Humphreys (1908–2006), kanadisch-amerikanische Mathematikerin und Hochschullehrerin
- Michael Conner Humphreys (* 1985), US-amerikanischer Schauspieler
- Milton W. Humphreys (1844–1928), US-amerikanischer Klassischer Philologe
- Parry Wayne Humphreys (1778–1839), US-amerikanischer Politiker
- Paul Humphreys (* 1960),  britischer Keyboarder, Sänger und Songwriter
- Percy Humphreys (1880–1959), englischer Fußballspieler und -trainer
- Ritchie Humphreys (* 1977), englischer Fußballspieler
- Robert Humphreys (Politiker) (1893–1977), US-amerikanischer Politiker
- Robert Humphreys (Kameramann), australischer Kameramann
- Sydney Humphreys (1926–2015), kanadischer Geiger und Musikpädagoge
- Thomas Humphreys (1890–1967), britischer Langstreckenläufer
- William Jackson Humphreys (1862–1949), US-amerikanischer Physiker und Meteorologe
- William Y. Humphreys (1890–1933), US-amerikanischer Politiker